# Masasteron derby
Masasteron derby là một loài nhện trong họ Zodariidae.
Loài này thuộc chi Masasteron. Masasteron derby được Barbara C. Baehr miêu tả năm 2004.